# Estoublon
Estoublon – miejscowość i gmina we Francji, w regionie Prowansja-Alpy-Lazurowe Wybrzeże, w departamencie Alpy Górnej Prowansji.

## Demografia
Według danych na rok 1990 gminę zamieszkiwało 301 osób, a gęstość zaludnienia wynosiła 9 osób/km². W styczniu 2015 r. Estoublon zamieszkiwały 483 osoby, przy gęstości zaludnienia wynoszącej 14,4 osób/km².